# Universitario de Ferrol
L' Universitario de Ferrol, ou Baxi Ferrol, est un club espagnol de basket-ball basé à Ferrol (Galice). Le club appartient à la Liga Femenina, soit le plus haut niveau du championnat espagnol.

## Historique
L'Universitario de Ferrol est sponsorisé dans les années 2020 par l'entreprise Baxi, dont le nom est partie prenante de l'appellation commerciale du club.
Le club galicien atteint pour la première fois une finale de compétition continentale en 2025 à  l'occasion de l'Eurocoupe, perdue face à l'ESB Villeneuve-d'Ascq. Disputée en match aller-retour, le club galicien est tout d'abord dominé à domicile (75-78) puis à l'extérieur (84-70).

## Entraîneurs successifs
- Depuis ? : Lino López

## Palmarès
- Finaliste de l'EuroCoupe : 2025